# CQWQ
CQWQ ist die englische Abkürzung für can't queue, won't queue (kann nicht anstehen, will nicht anstehen). Diese Bezeichnung kreierten Sozialforscher 2006, um die psychologisch-soziale Veränderung der Warte-Kultur in Großbritannien zu beschreiben.
Habe bisher das disziplinierte Schlangestehen, ohne zu murren oder zu klagen, als geradezu urbritische Tugend gegolten, so könne nunmehr – vor allem bei jüngeren Leuten – eine Verweigerungshaltung beobachtet werden; d. h. die Ungeduld führe nicht etwa zum Vordrängeln in der Schlange oder zu sonstigen Aggression, sondern zum kompletten (Konsum-)Verzicht. Dies Verhalten zeichne sich zum Beispiel durch Stehenlassen vollgepackter Einkaufswagen im Supermarkt aus, bis hin zur Vernachlässigung der Gesundheitsvorsorge, um im Wartezimmer nicht warten zu müssen.